# Diócesis de Tampico
La diócesis de Tampico (en latín: Dioecesis Tampicensis) es una circunscripción eclesiástica de la Iglesia católica en México. Se trata de una diócesis latina, sufragánea de la arquidiócesis de Monterrey. Desde el 11 de marzo de 2025 su administrador apostólico es Monseñor Oscar Efraín Tamez Villarreal, Obispo de Ciudad Victoria.

## Territorio y organización
La diócesis tiene 14504.84 km² y extiende su jurisdicción sobre los fieles católicos de rito latino residentes en el estado de Tamaulipas en los 11 municipios de: Ciudad Madero, Tampico, Aldama, Altamira, González, Xicoténcatl, Gómez Farías, El Mante, Ocampo (en parte), Antiguo Morelos y Nuevo Morelos.
La sede de la diócesis se encuentra en la ciudad de Tampico, en donde se halla la Catedral de la Inmaculada Concepción.
Actualmente existen 72 parroquias.

## Historia
El vicariato apostólico de Tamaulipas fue erigido el 13 de agosto de 1861 por el papa Pío IX con el breve Ad futuram rei memoriam, obteniendo el territorio de la diócesis de Linares o Nueva León (hoy arquidiócesis de Monterrey).
Con la bula Apostolicam in universas del 12 de marzo de 1870, el papa Pío IX elevó el vicariato apostólico a diócesis, que a la vez fue ampliado con porciones de territorio obtenidas de la arquidiócesis de México y de la diócesis de Tlaxcala (hoy arquidiócesis de Puebla de los Ángeles). La sede de la diócesis, llamada diócesis de Ciudad Victoria o Tamaulipas (dioecesis Civitatis Victoriae seu Tamaulipana), fue inicialmente Ciudad Victoria, en donde la basílica de Nuestra Señora del Refugio hacía las veces de catedral. En 1922 la residencia episcopal se trasladó a Tampico, sin embargo, sin cambio de nombre ni traducción de la catedral.
Inicialmente sufragánea de la arquidiócesis de México, el 23 de junio de 1891 pasó a formar parte de la provincia eclesiástica de Linares.
El 24 de noviembre de 1922 cedió porciones de su territorio para la erección por el papa Pío XI de las diócesis de Papantla (mediante la bula Orbis catholici) y de Huejutla (mediante la bula Inter negotia).
El 16 de febrero de 1958 cedió una porción de su territorio para la erección de la diócesis de Matamoros mediante la bula Haud inani del papa Pío XII.
El 25 de febrero de 1958 la diócesis tomó su denominación actual en virtud del decreto Quum dioecesis de la Congregación Consistorial.(en latín) Decreto Quum dioecesis, AAS 50 (1958), p. 385.
El 9 de junio de 1962 cedió una porción de su territorio para la erección de la diócesis de Tuxpan mediante la bula Non latet del papa Juan XXIII.
El 21 de diciembre de 1964 cedió una porción de su territorio para la erección de la diócesis de Ciudad Victoria mediante la bula Cum sit Ecclesia Ciudad Victoria fue la ciudad de la primera sede episcopal, que por lo tanto pasó a encontrarse fuera del territorio de la diócesis original.
El 3 de abril de 1986, con la carta apostólica Angelorum Regina, el papa Juan Pablo II confirmó a la Santísima Virgen María, venerada con el título de Inmaculada Concepción, como patrona principal de la diócesis.

## Estadísticas
Según el Anuario Pontificio 2021 la diócesis tenía a fines de 2020 un total de 900 635 fieles bautizados.
| Año                                                                             | Población            | Población | Población      | Sacerdotes | Sacerdotes    | Sacerdotes    | Bautizados por sacerdote | Diáconos permanentes | Religiosos | Religiosos | Parroquias |
| Año                                                                             | Bautizados católicos | Total     | % de católicos | Total      | Clero secular | Clero regular | Bautizados por sacerdote | Diáconos permanentes | Varones    | Mujeres    | Parroquias |
| ------------------------------------------------------------------------------- | -------------------- | --------- | -------------- | ---------- | ------------- | ------------- | ------------------------ | -------------------- | ---------- | ---------- | ---------- |
| 1950                                                                            | 460 000              | 490 000   | 93.9           | 71         | 66            | 5             | 6478                     |                      | 5          | 115        | 29         |
| 1966                                                                            | 349 830              | 388 745   | 90.0           | 58         | 43            | 15            | 6031                     |                      | 15         | 148        | 19         |
| 1970                                                                            | 380 000              | 400 000   | 95.0           | 57         | 43            | 14            | 6666                     |                      | 14         | 140        | 26         |
| 1976                                                                            | 526 156              | 555 977   | 94.6           | 64         | 48            | 16            | 8221                     |                      | 20         | 124        | 30         |
| 1980                                                                            | 545 000              | 638 000   | 85.4           | 65         | 47            | 18            | 8384                     |                      | 22         | 100        | 35         |
| 1990                                                                            | 778 000              | 830 000   | 93.7           | 79         | 63            | 16            | 9848                     |                      | 18         | 130        | 47         |
| 1999                                                                            | 1 016 610            | 1 081 500 | 94.0           | 110        | 93            | 17            | 9241                     |                      | 25         | 165        | 53         |
| 2000                                                                            | 1 108 000            | 1 181 200 | 93.8           | 106        | 94            | 12            | 10 452                   |                      | 20         | 166        | 54         |
| 2001                                                                            | 1 116 610            | 1 181 200 | 94.5           | 114        | 100           | 14            | 9794                     |                      | 21         | 164        | 58         |
| 2002                                                                            | 1 110 620            | 1 183 640 | 93.8           | 111        | 97            | 14            | 10 005                   |                      | 20         | 158        | 58         |
| 2003                                                                            | 1 111 080            | 1 183 840 | 93.9           | 119        | 105           | 14            | 9336                     |                      | 19         | 158        | 61         |
| 2004                                                                            | 1 111 645            | 1 193 840 | 93.1           | 109        | 96            | 13            | 10 198                   |                      | 20         | 145        | 62         |
| 2010                                                                            | 1 150 000            | 1 234 000 | 93.2           | 125        | 103           | 22            | 9200                     |                      | 24         | 128        | 64         |
| 2013                                                                            | 1 178 000            | 1 265 000 | 93.1           | 137        | 123           | 14            | 8598                     |                      | 16         | ?          | 67         |
| 2014                                                                            | ?                    | 1 278 000 | ?              | 132        | 115           | 17            | ?                        |                      | 18         | 114        | 68         |
| 2015                                                                            | 1 203 000            | 1 292 000 | 93.1           | 127        | 110           | 17            | 9472                     |                      | 18         | 114        | 68         |
| 2017                                                                            | 906 140              | 972 800   | 93.1           | 130        | 114           | 16            | 6970                     |                      | 18         | 108        | 68         |
| 2020                                                                            | 900 635              | 966 877   | 93.1           | 132        | 114           | 18            | 6822                     |                      | 30         | 112        | 68         |
| Fuente: Catholic-Hierarchy, que a su vez toma los datos del Anuario Pontificio. |                      |           |                |            |               |               |                          |                      |            |            |            |

## Episcopologio
- Francisco de la Concepción Ramírez y González, O.F.M. † (13 de agosto de 1861-18 de junio de 1869 falleció)[nota 1]
- José María Ignacio Montes de Oca y Obregón † (6 de marzo de 1871-19 de septiembre de 1879 nombrado obispo de Linares o Nueva León)
- José Ignacio Eduardo Sánchez y Camacho † (27 de febrero de 1880-3 de octubre de 1896 renunció)[9]
- Filemón Fierro y Terán † (29 de marzo de 1897-7 de julio de 1905 falleció)
  - Sede vacante (1905-1909)
- José de Jesús Guzmán y Sánchez † (12 de noviembre de 1909-20 de enero de 1914 falleció)
  - Sede vacante (1914-1919)
- José Guadalupe Ortiz y López † (24 de enero de 1919-8 de junio de 1923 nombrado obispo de Chilapa)
- Serafín María Armora y González † (3 de agosto de 1923-15 de octubre de 1955 falleció)
- Ernesto Corripio y Ahumada † (25 de febrero de 1956-25 de julio de 1967 nombrado arzobispo de Antequera)
- Arturo Antonio Szymanski Ramírez † (13 de agosto de 1968-27 de enero de 1987 nombrado obispo de San Luis Potosí)
- Rafael Gallardo García, O.S.A. † (21 de mayo de 1987-27 de diciembre de 2003 retirado)
- José Luis Dibildox Martínez † (27 de diciembre de 2003-20 de julio de 2018 retirado)[nota 2]
- José Armando Álvarez Cano, (11 de mayo de 2019- 25 de enero de 2025 nombrado arzobispo coadjuntor de Morelia)